# Rennschwein Rudi Rüssel
Rennschwein Rudi Rüssel ist ein Kinderroman des deutschen Schriftstellers Uwe Timm, der im Jahr 1989 beim Verlag Nagel & Kimche erschien. Das Buch wurde 1995 verfilmt. Uwe Timm erhielt im Jahr 1990 für Rennschwein Rudi Rüssel den Deutschen Jugendliteraturpreis. Viele Ausgaben wurden von Gunnar Matysiak illustriert.

## Inhalt
„Wir haben zu Hause ein Schwein. Ich meine damit nicht meine kleine Schwester, sondern ein richtiges Schwein, das auf den Namen Rudi Rüssel hört…“ (Zitat vom Anfang des Buches)
Der Ich-Erzähler des Romans ist ein namenloser Junge, der am Ende des Romans vierzehn Jahre alt ist. Er hat zwei Schwestern: die ein Jahr jüngere Betti und die gerade sechs Jahre alt gewordene Zuppi. Bei einer Wanderung in der Lüneburger Heide kommt die Familie des Erzählers an einem Dorf namens Hörpel vorbei. Auf dem dortigen Dorffest gewinnt Zuppi bei einer Tombola den Hauptpreis, ein kleines Ferkel. Der Vater will das Ferkel von Anfang an nicht im Haus haben. Auf Drängen der restlichen Familie darf Zuppi das Schwein drei Tage lang behalten. Als sie nach Hause kommen, muss das Schwein, das die Kinder Rudi Rüssel getauft haben, in das Badezimmer. Die Mutter erzieht Rudi stubenrein. Er geht nun regelmäßig auf sein Torfmullklo.
Als Rudi nach Ablauf der drei Tage wieder aus dem Haus soll, beschriften ihn die Kinder in der Nacht mit Mutters Augenbrauenstift mit Hieroglyphen, um den Vater, einen arbeitslosen Ägyptologen, dazu zu bringen, ihn zu behalten, was schließlich auch gelingt. In einer Nacht, als die Kinder alleine zu Hause sind, wird Rudi zum Helden – ein Zeitungsartikel trägt später die Überschrift: „Schwein beißt Einbrecher“. Bei dem Richtfest von Rudis neugebautem Stall aber wird Rudi von dem Vermieter Herrn Buselmeier entdeckt. Er droht mit einer Kündigung, erst recht, als Betti verrät, dass Rudi immer warm geduscht wird.
Gleich am nächsten Tag fährt die Familie aufs Land, um einen Bauern zu suchen, bei dem Rudi untergestellt werden kann. Schließlich finden sie einen altmodischen Hof, der einem netten alten Bauern namens Voß gehört. Der Vater bezahlt, ohne zu nörgeln, die Stallmiete und die Familie besucht Rudi jeden Sonntag. So geht es bis zum Sommer, dann fährt die Familie nach Italien. Als Zuppi Heimweh bekommt, fährt die Familie wieder nach Hause, um Rudi beim Bauer Voß zu besuchen. Doch der Hof ist wie ausgestorben. Die Familie erkundigt sich nach dem Grund und erfährt, dass Bauer Voß gestorben ist. Sein Sohn hat alle Schweine an Mastbetriebe verkauft. Sie durchsuchen alle dieser Art in der Umgebung und in einem entdecken sie Rudi, der am nächsten Tag mit anderen Schweinen zum Schlachten verkauft werden soll. Der Mäster glaubt ihnen nicht, dass es ihr Schwein ist. Der Vater hat nicht genügend Geld dabei, Rudi freizukaufen, und muss daher erst einmal nach Hause fahren. Am nächsten Tag kommen sie noch rechtzeitig – die Schweine werden gerade abgeholt – zum Mastbetrieb und können Rudi retten. Er ist durch die Mast dick und träge geworden. Als sie nach Hause kommen, entdeckt Herr Buselmeier Rudi trotz geschickter Tarnung und kündigt der Familie fristlos.
Von nun an gehen sie auf Wohnungssuche. Niemand will eine fünfköpfige Familie mit Schwein aufnehmen. Schließlich jedoch finden sie eine kostenlose Wohnung am Rande eines Fußballfeldes, in die sie einziehen dürfen unter der Bedingung, dass der Vater Platzwart werden muss. Rudi darf nur unter der Bedingung ins Haus, dass er eine künstlerische Tätigkeit ausübt. Er versucht sich erfolglos als „Zirkusschwein“ und Maskottchen für den Fußballverein, bis man merkt, dass er als Rennschwein gut geeignet ist. Rudi nimmt erfolgreich an Schweinerennen teil und lernt auf diesem Weg ein Schweinemädchen namens Gullinborsti kennen, das einem Bauernsohn in Zuppis Alter namens Moritz gehört.
Als die Familie nach einigen Rennen nach Hause kommt, wird Rudi krank. Der herbeigerufene Tierarzt stellt fest, dass Rudi Sehnsucht nach Gullinborsti hat. Rudi wird nun bei den Brüdern Malte und Moritz bei Gullinborsti im Stall des Hinrichsen Hof untergestellt und Gullinborsti bekommt nach einigen Monaten Ferkel von Rudi. Die beiden führen gemeinsam ein glückliches Schweineleben.

## Andere Werke des Autors
In Rennschwein Rudi Rüssel bezieht sich Uwe Timm auf ein früheres seiner Jugendbücher, Der Schatz auf Pagensand. Aus dem späteren Leben eines der dort jugendlichen Helden wird berichtet, er habe (wie Uwe Timm selbst) das Abitur nachgemacht, sei Ägyptologe geworden und halte ein Hausschwein.

## Verfilmungen
Im Jahr 1995 verfilmte der deutsche Regisseur Peter Timm das Kinderbuch unter dem gleichen Titel für die Kinoleinwand. Die Hauptrollen spielten Iris Berben und Ulrich Mühe als stressgeplagtes Ehepaar Gützkow, sowie die jugendlichen Darsteller Cora Sabrina Grimm, Constantin von Jascheroff und Kristina Pauls als deren Filmkinder Betty, Tobi und Zuppi. Der Film war erfolgreich an den deutschen Kinokassen, wurde von der Blickpunkt: Film als „vergnüglichen Kinospaß für die ganze Familie“ bewertet und gewann 1996 den Bayerischen Filmpreis in der Kategorie Kinderfilm. Drehort war Duisburg.
Elf Jahre nach dem Erfolg von Rennschwein Rudi Rüssel übernahm Peter Timm 2006 erneut die Regie bei der Fortsetzung Rennschwein Rudi Rüssel 2 – Rudi rennt wieder!, die in Köln und in Brandenburg gedreht wurde. Der Film lief am 8. März 2007 in den deutschen Kinos an. Für die Hauptrollen wurden Sebastian Koch, Sophie von Kessel, Dominique Horwitz und Andreas Schmidt verpflichtet. Die Jugendrollen wurden von Maurice Teichert als Nickel Bussmann und Sina Richardt als Feli übernommen.
Ab 2008 strahlte die ARD samstags die Serie Rennschwein Rudi Rüssel aus. Drei Staffeln mit 39 Folgen wurden gedreht.